# Latiblattella azteca
Latiblattella azteca är en kackerlacksart som först beskrevs av Henri Saussure och Leo Zehntner 1893.  Latiblattella azteca ingår i släktet Latiblattella och familjen småkackerlackor. Inga underarter finns listade i Catalogue of Life.